# Karl Kress (Politiker)
Karl Kress (* 19. März 1945 in Dormagen) ist ein deutscher Politiker und ehemaliger Landtagsabgeordneter der CDU.

## Biografie
Nach dem Volksschulabschluss im Jahre 1959 machte er von 1959 bis 1961 eine Ausbildung zum Chemielaborjungwerker. Anschließend machte Kress einen Aufstocklehrvertrag, den er 1963 als Chemielaborant abschloss. Von 1963 bis 1965 machte er eine physikalische Weiterbildungsmaßnahme am Institut für Polymerphysik der Universität Mainz. Von November 1965 bis April 1968 machte Karl Kress die Chemotechnikerfachschule mit. Seitdem ist er als Chemotechniker bei der Bayer AG in Dormagen tätig. Außerdem gehört Karl Kress dem Aufsichtsrat der Kreiswerke Grevenbroich GmbH an, ist stellvertretendes Mitglied des Verwaltungsrates der Sparkasse Neuss, Mitglied der Sparkassenstiftung „Kulturpflege und Kulturförderung“ und Vorsitzender der Kultur- und Heimatfreunde Zons e.V.

## Politische Ämter
Karl Kress ist seit 1972 Mitglied der CDU in Dormagen-Zons. Von 1991 bis 2005 war er Vorsitzender des Stadtverbandes Dormagen der CDU und seit 1975 ist er Mitglied des Kreisvorstandes Neuss der CDU. Außerdem war Karl Kress von 1972 bis 1975 Vorsitzender der Jungen Union Zons und von 1974 bis 1977 Vorsitzender des CDU-Ortsverbandes Zons.
Von 1975 bis 1988 war Karl Kress Mitglied des Rates der Stadt Dormagen. Von 1988 bis 2009 war er Mitglied des Kreistages des Rhein-Kreis Neuss, dort stellvertretender Vorsitzender der CDU-Fraktion.
Vom 2. Juni 2000 bis zum 8. Juni 2010 war er außerdem Mitglied des 13. und 14. Landtages von Nordrhein-Westfalen für den Wahlkreis 051 Neuss II beziehungsweise für den Wahlkreis 045 Rhein-Kreis Neuss II.

## Ehrungen
Im Jahre 2001 erhielt Kress das Bundesverdienstkreuz durch den Bundespräsidenten Johannes Rau.

## Familie
Karl Kress ist verheiratet und hat zwei Kinder.